# Otto Marquardt
Otto Marquardt (* 17. August 1893  in Hamburg; † 30. Oktober 1944 im Zuchthaus Brandenburg in Brandenburg an der Havel) war ein deutscher kommunistischer Widerstandskämpfer gegen den Nationalsozialismus. Nach dem Todesurteil durch den Volksgerichtshof wurde er 1944 hingerichtet.

## Leben

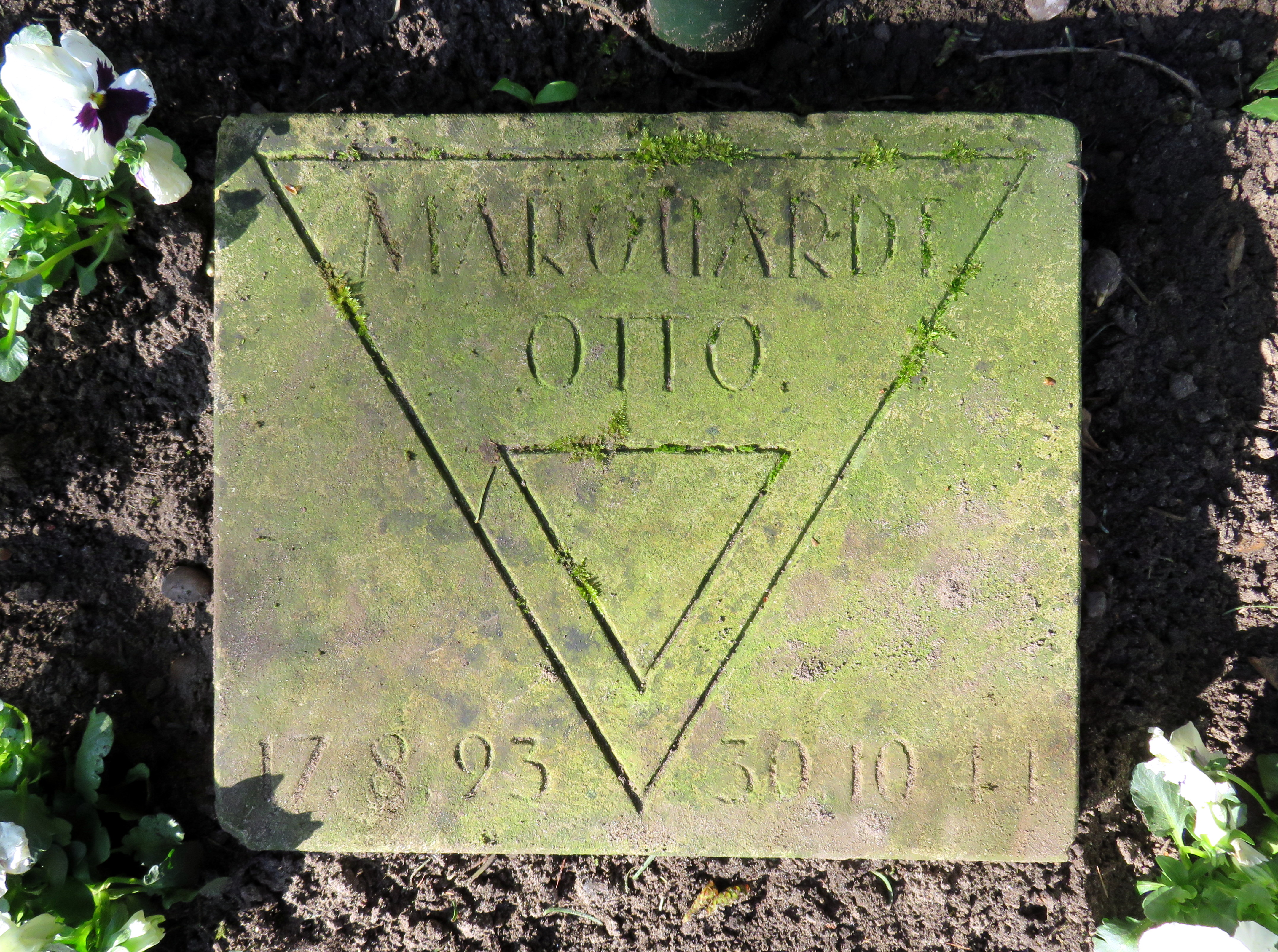
Kissenstein für Otto Marquardt im Ehrenhain auf dem Ohlsdorfer Friedhof

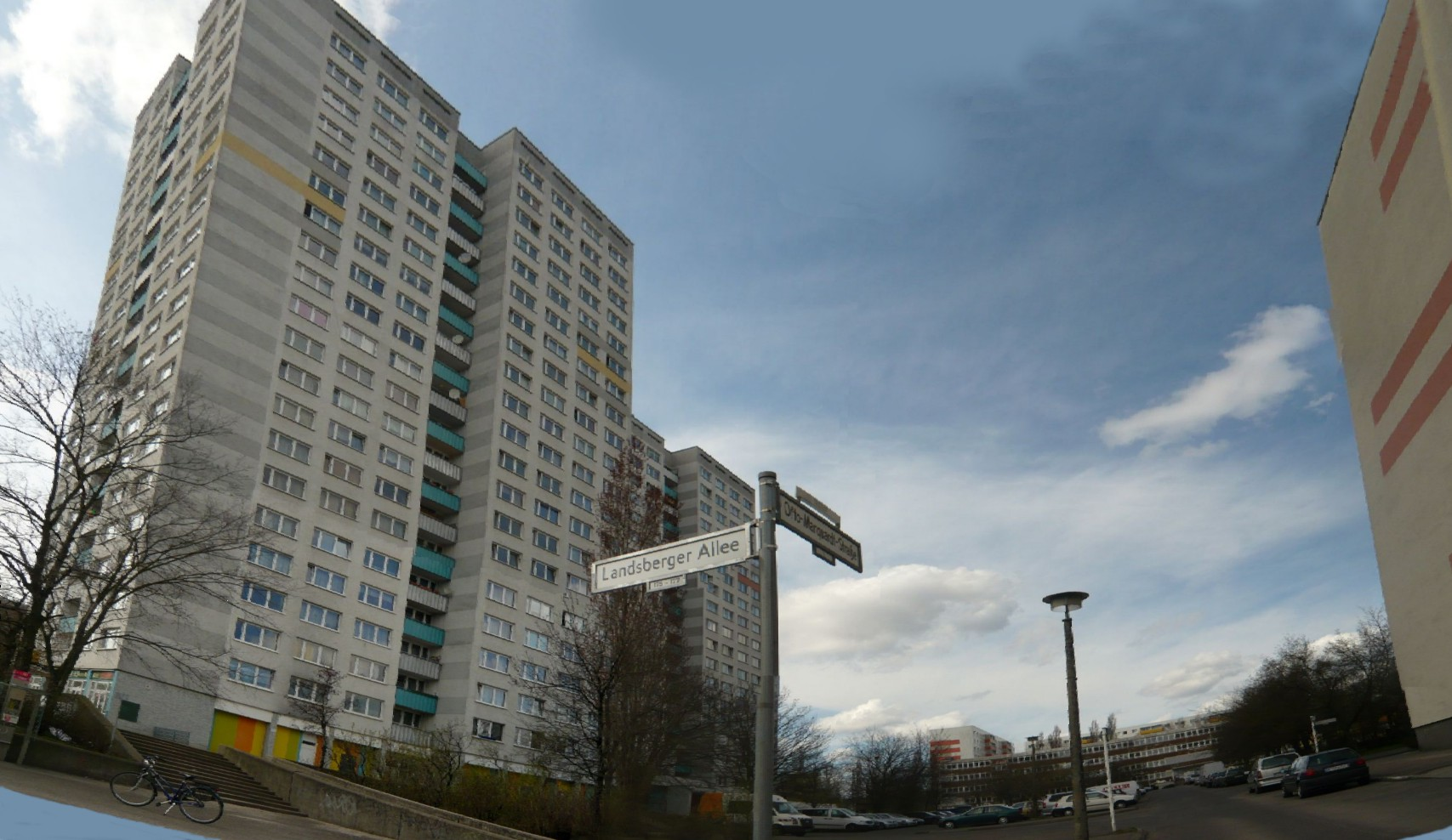
Otto-Marquardt-Straße (rechts), Berlin

Marquardt entstammte einer Hamburger Arbeiterfamilie. Nach dem Besuch der Volksschule erlernte er den Beruf des Schriftsetzers. Er wurde 1915 als Heeressoldat in den Ersten Weltkrieg eingezogen. Dabei lernte er Menschen kennen, die der Spartakusgruppe angehörten und gegen die Fortsetzung des Krieges Widerstand leisteten. Sofort nach ihrer Gründung trat Marquardt 1919 in die Kommunistische Partei Deutschlands (KPD) ein. Er bildete sich politisch weiter in Kursen der Volkshochschule und bei marxistischen Vorträgen. Für die Kinder- und Jugendarbeit in der kommunistischen Bewegung engagierte er sich. In Schleswig leitete er ab 1927 den Verband der Internationalen Arbeiterhilfe (IAH). Später gehörte er auch deren Reichsleitung an und war Teilnehmer internationaler Kongresse. 1934 ging er nach Berlin, weil er dort eine Erwerbsmöglichkeit als Angestellter gefunden hatte. Nach dem Beginn des Zweiten Weltkrieges stellte er die Verbindung zwischen der Widerstandsgruppe „Bästlein-Jacob-Abshagen“ und der Gruppe „Saefkow-Jacob-Bästlein“ her. Die letztere hatte sich herausgebildet, als das Bästlein-Netz in Hamburg zerstört worden war und Bernhard Bästlein und Franz Jacob nach Berlin gegangen waren. Marquardt hatte den aus dem Zuchthaus entkommenen Bästlein mit Anton Saefkow und Jacob in Verbindung gebracht. 
Weil Marquardt im April 1944 im Reichsministerium für Rüstung und Kriegsproduktion eine Anstellung gefunden hatte, konnte er seinen Genossen in den Widerstandsgruppen geheime Dokumente von NS-Behörden zukommen lassen. Dabei wurde er enttarnt und von der Gestapo am 10. Juli 1944 inhaftiert. Der Volksgerichtshof verurteilte ihn in einem Prozess, der zugleich gegen Willi Jungmittag geführt wurde, zum Tode. Am 30. Oktober 1944 wurde das Urteil im Zuchthaus Brandenburg-Görden vollstreckt. Nach der Hinrichtung wurde sein Leichnam im Krematorium Brandenburg verbrannt.
Otto Marquardt hatte in Martha Kowalewski geb. Spangenberg (1894–1977) seine Lebensgefährtin.

## Ehrungen
- Im Ehrenhain Hamburgischer Widerstandskämpfer auf dem Hamburger Friedhof Ohlsdorf befindet sich ein Kissenstein für Otto Marquardt (erste Reihe von links, vierzehnter Stein).
- In Berlin-Fennpfuhl wurde eine Straße zur Erinnerung an ihn in „Otto-Marquardt-Straße“ benannt.[3]